# Adolf Kaschny

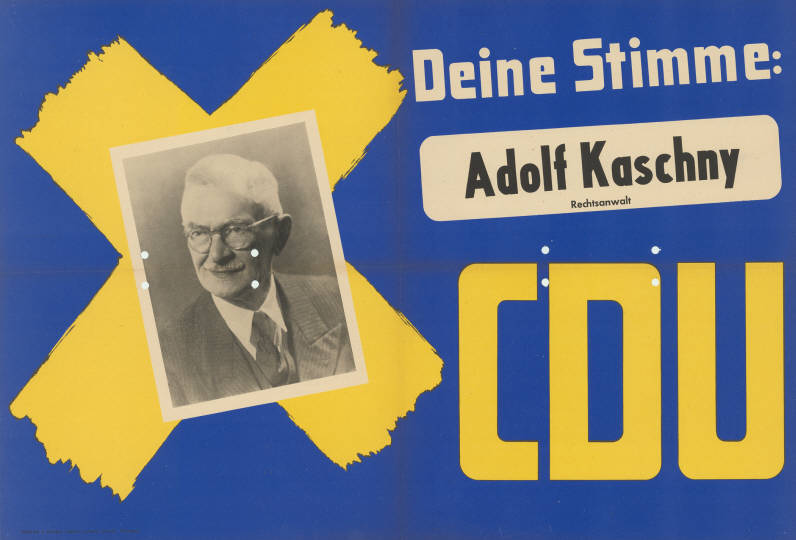
Adolf Kaschny auf einem Landtagswahlplakat 1950

Adolf Kaschny (* 30. Mai 1881 in Köberwitz, Landkreis Ratibor; † 16. September 1951 in München) war ein deutscher Politiker (Zentrum, CDU).

## Leben
Adolf Kaschny studierte Rechtswissenschaften und legte nach seiner Referendarszeit das Assessorenexamen ab. Er war Mitglied der katholischen Studentenverbindungen KStV Franko-Borussia Breslau, KStV Brisgovia Freiburg im Breisgau, KStV Teutonia Leipzig und KStV Unitas Breslau im KV. Von 1908 bis 1924 war er als Rechtsanwalt und Notar in Ratibor tätig. Der oberschlesische Katholik Kaschny war seit 1909 Mitglied der Zentrumspartei. Von November 1908 bis September 1924 war er Stadtverordneter in Ratibor. 1924 wurde Kaschny in Ratibor zum Oberbürgermeister gewählt, er blieb es bis zum Ende der Weimarer Republik im Jahr 1933. Von 1926 bis 1933 war Kaschny Preußischer Staatsrat.
Im Jahr 1934 ließ Kaschny sich in Ratibor als Rechtsanwalt nieder. 1936 wurde vom NS-Rechtswahrerbund ein Ehrengerichtsverfahren gegen ihn eingeleitet, in dem er der politischen Unzuverlässigkeit bezichtigt wurde. Das Verfahren blieb jedoch vergeblich. Kaschny war mit Hans Lukaschek und Jakob Kaiser bekannt, die wiederum Kontakt zum Kreisauer Kreis und den Widerstandskämpfern des 20. Juli 1944 hatten. Die Verschwörer hatten Kaschny als Politischen Unterbeauftragten für Oberschlesien im Wehrkreis VIII (Breslau) vorgesehen. Kaschny wurde in der Nacht zum 21. Juli 1944 verhaftet und war bis zum 12. Februar 1945 im KZ Ravensbrück inhaftiert.
Nach dem Zweiten Weltkrieg war Kaschny von 1946 bis 1948 Abteilungsleiter beim Zentralamt für Arbeit in Lemgo. Im Juli 1948 ließ er sich als Rechtsanwalt und Notar in Detmold nieder. Kaschny trat 1946 in die CDU ein. Er war von Oktober 1948 bis 1951 Kreistagsabgeordneter in Detmold und von April 1950 bis 1951 Detmolder Stadtrat. Bei der Landtagswahl 1950 wurde Kaschny als Direktkandidat der CDU im Wahlkreis 136 (Wiedenbrück) in den nordrhein-westfälischen Landtag gewählt. Er war Abgeordneter vom 5. Juli 1950 bis zu seinem Tod am 16. September 1951.
In Leverkusen wurde im Jahr 1968 die Adolf-Kaschny-Straße nach ihm benannt.